# Western & Southern Open 2022
Die Western & Southern Open 2022 waren der Name eines Tennisturniers der WTA Tour 2022 für Damen sowie eines Tennisturniers der ATP Tour 2022 für Herren, welche zeitgleich vom 14. bis 21. August 2022 in Mason, Ohio bei Cincinnati, stattfanden.

## Herren
→ Qualifikation: Western & Southern Open 2022/Herren/Qualifikation

## Damen
→ Qualifikation: Western & Southern Open 2022/Damen/Qualifikation